# 哈里斯·摩爾
科爾頓·哈里斯-摩爾（英語：Colton Harris-Moore，1991年3月22日—），是2010年在美國著名的赤腳大盜，是美國西北太平洋地區和facebook上的傳奇男孩。他曾經於華盛頓州、愛達荷州及加拿大等犯案100多次。他偷單車、汽車，遊艇及飛機。直至2010年7月被捕。